# Thaleischweiler-Fröschen
Thaleischweiler-Fröschen ist eine Ortsgemeinde im rheinland-pfälzischen Landkreis Südwestpfalz, innerhalb dessen sie gemessen an der Einwohnerzahl die siebtgrößte Ortsgemeinde darstellt. Sie entstand 1969 durch Zusammenlegung der Gemeinden Thaleischweiler und Thalfröschen. Sie gehört der Verbandsgemeinde Thaleischweiler-Wallhalben an, ist deren Verwaltungssitz und deren einwohnermäßig größte Ortsgemeinde.

## Geographie
Thaleischweiler-Fröschen liegt nördlich der Stadt Pirmasens am Südende der Sickinger Höhe in der Talaue und an den beiden Hängen des Schwarzbachs. Dieser durchfließt die Gemeinde von Ost nach West, westlich der Wohnbebauung mündet in ihn von rechts die von der Sickinger Höhe kommende Wallhalb. Im Nordosten der Gemarkung befindet sich die sogenannte Rieslochklamm. Nachbargemeinden sind – im Uhrzeigersinn – Höheinöd, Donsieders, Rodalben, Petersberg, Höhfröschen, Rieschweiler-Mühlbach, Maßweiler und Herschberg.

## Geschichte
Die Geschichte der beiden heutigen Ortsteile ist eng mit den Adelshäusern von Leiningen und Hanau-Lichtenberg verknüpft. Die Häuser hatten lange Zeit gemeinsam die Herrschaft über Thaleischweiler, Thalfröschen gehörte zu Hanau-Lichtenberg.
Die Ortsgemeinde wurde im Rahmen der ersten rheinland-pfälzischen Verwaltungsreform am 7. Juni 1969 durch Zusammenlegung der bis dahin selbständigen Gemeinden Thaleischweiler und Thalfröschen neu gebildet. 1972 wurde die Verbandsgemeinde Thaleischweiler-Fröschen geschaffen und die Ortsgemeinde ihr zugeordnet. Thaleischweiler-Fröschen war bis 30. Juni 2014 Verwaltungssitz dieser Verbandsgemeinde. Seit dem Folgetag ist die Gemeinde Verwaltungssitz der durch Fusion mit der Verbandsgemeinde Wallhalben entstandenen Verbandsgemeinde Thaleischweiler-Fröschen – Wallhalben, die zum 1. Januar 2016 den Namen Verbandsgemeinde Thaleischweiler-Wallhalben erhielt.

## Politik

### Gemeinderat

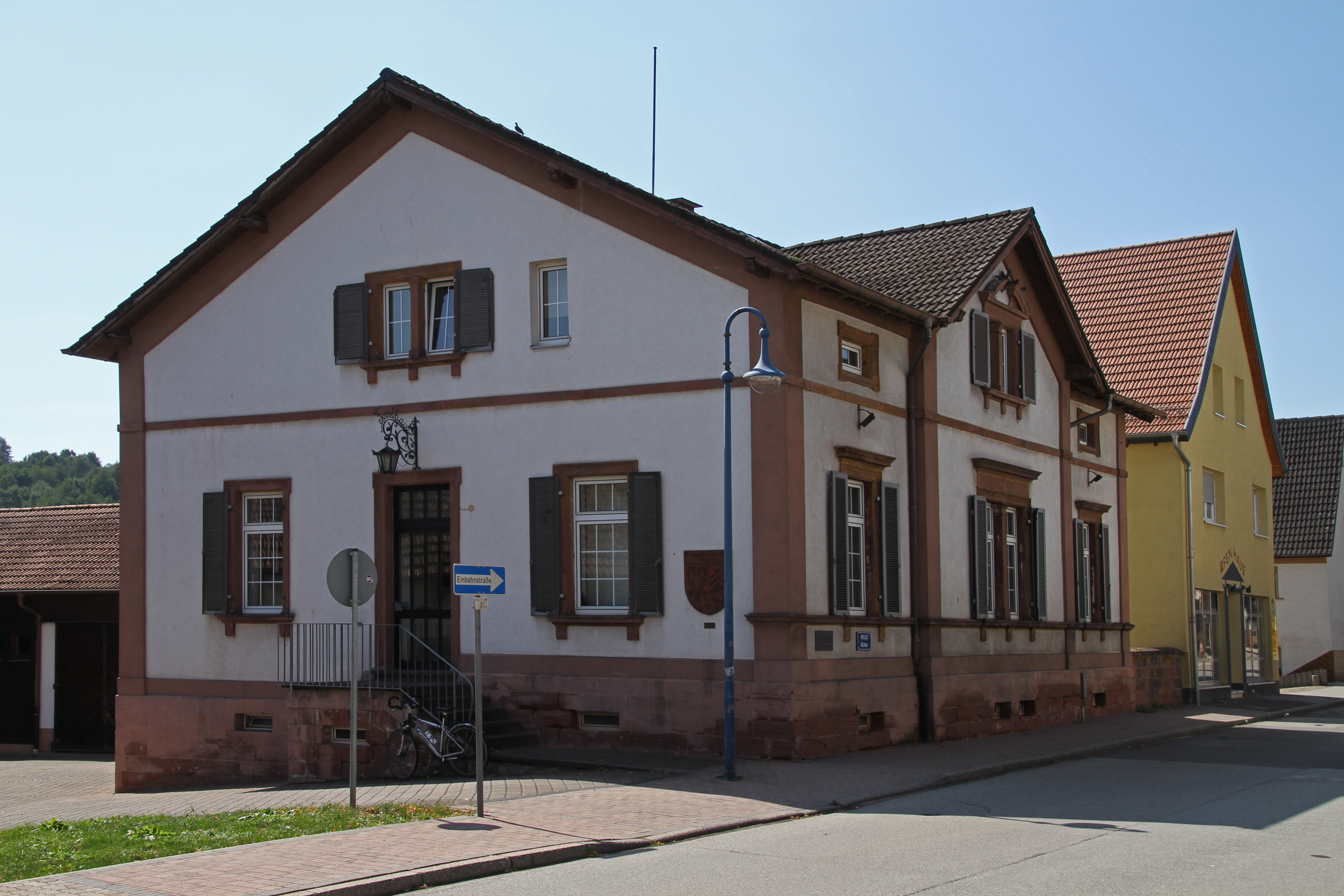
Dorfgemeinschaftshaus

Der Gemeinderat in Thaleischweiler-Fröschen besteht aus 20 Ratsmitgliedern, die bei der Kommunalwahl am 9. Juni 2024 in einer personalisierten Verhältniswahl gewählt wurden, und dem ehrenamtlichen Ortsbürgermeister als Vorsitzendem.
Die Sitzverteilung im Gemeinderat:
| Wahl | SPD | CDU | FDP | FWG | Gesamt   |
| ---- | --- | --- | --- | --- | -------- |
| 2024 | 7   | 7   | 0   | 6   | 20 Sitze |
| 2019 | 7   | 8   | 1   | 4   | 20 Sitze |
| 2014 | 7   | 9   | 1   | 3   | 20 Sitze |
| 2009 | 8   | 9   | 1   | 2   | 20 Sitze |
| 2004 | 8   | 9   | 1   | 2   | 20 Sitze |

- FWG = Freie Wählergemeinschaft Verbandsgemeinde Thaleischweiler-Fröschen e. V., Ortsverband Thaleischweiler-Fröschen

### Bürgermeister
Florian Auer (CDU) wurde am 20. September 2024 Ortsbürgermeister von Thaleischweiler-Fröschen. Bei der Direktwahl am 9. Juni 2024 hatte er sich mit einem Stimmenanteil von 62,1 % gegen einen Mitbewerber durchgesetzt.
Auers Vorgänger Thomas Peifer (CDU) hatte das Amt seit 2004 ausgeübt und kandidierte bei der Wahl 2024 nicht erneut als Ortsbürgermeister.

### Wappen
| Wappen von Thaleischweiler-Fröschen | Blasonierung: „Im gespalteten Schild links in Blau ein silberner Adler, rechts in Gold drei rote Sparren über einem grünen Frosch.“                                                                          |
| Wappen von Thaleischweiler-Fröschen | Wappenbegründung: Das Wappen vereinigt heraldische Elemente der ehemaligen Wappen von Thaleischweiler und Thalfröschen. Der Adler entstammt dem Wappen der Leininger, die Sparren dem von Hanau-Lichtenberg. |

## Kultur und Sehenswürdigkeiten

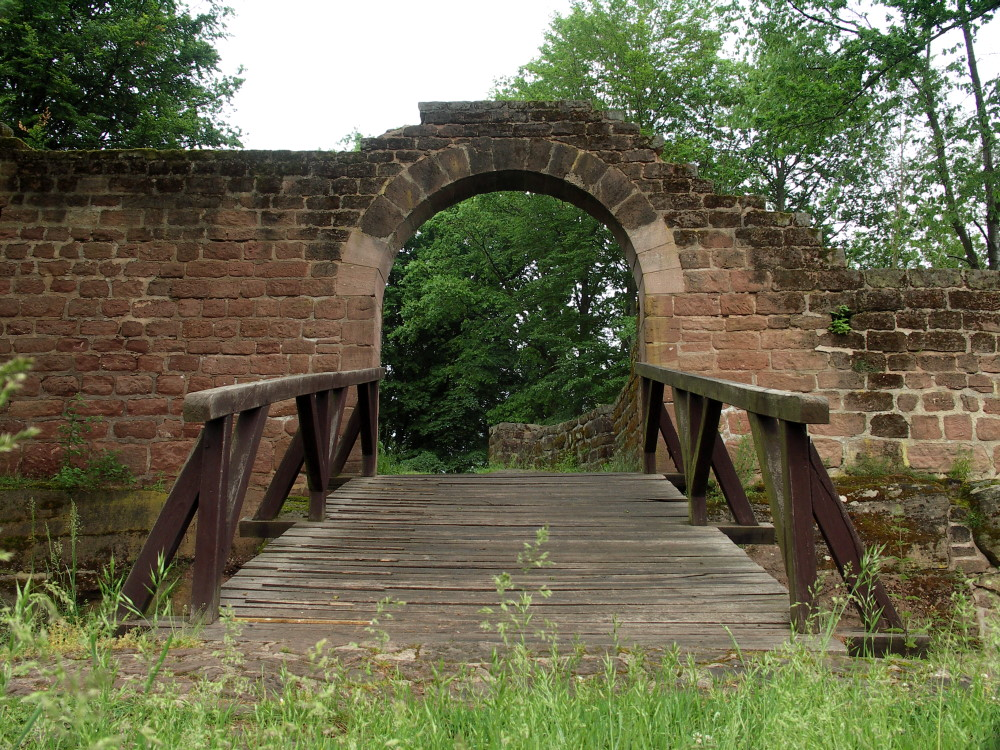
Ruine der Burg Steinenschloss

### Kulturdenkmäler
Die Anlage des Bahnhofs Pirmasens Nord, die Ruine der Burg Steinenschloss aus dem 12. Jahrhundert und die Rosselmühle sind als Denkmalzonen ausgewiesen.
Hinzu kommen zehn Einzelobjekte, die unter Denkmalschutz stehen.
Die Meisenbacher Kapelle, alternativ St.-Cyriakus-Kapelle genannt, ist Ruine eines spätgotischen Saalbaus aus dem 13. Jahrhundert. Bei der evangelische Pfarrkirche handelt es sich um einen 1619 und 1620 bezeichneten Saalbau; der Unterbau des Westturms sowie Teile der Wände und Arkaden des Vorgängerbaus stammen aus der zweiten Hälfte des 13. Jahrhunderts. Die Katholische Pfarrkirche St. Margareta, ist ein vom Architekten Albert Boßlet aus Würzburg im Zeitraum von 1928 bis 1931 errichteter romanisierender Saalbau. Das Heimatmuseum Thaleischweiler-Fröschen ist im denkmalgeschützten Dorfgemeinschaftshaus untergebracht. Ebenfalls in Teilen denkmalgeschützt ist der Friedhof.

### Natur
Mit dem Saufelsen im Nordosten der Gemarkung existiert vor Ort insgesamt ein Naturdenkmal.

## Wirtschaft und Infrastruktur

### Wirtschaft

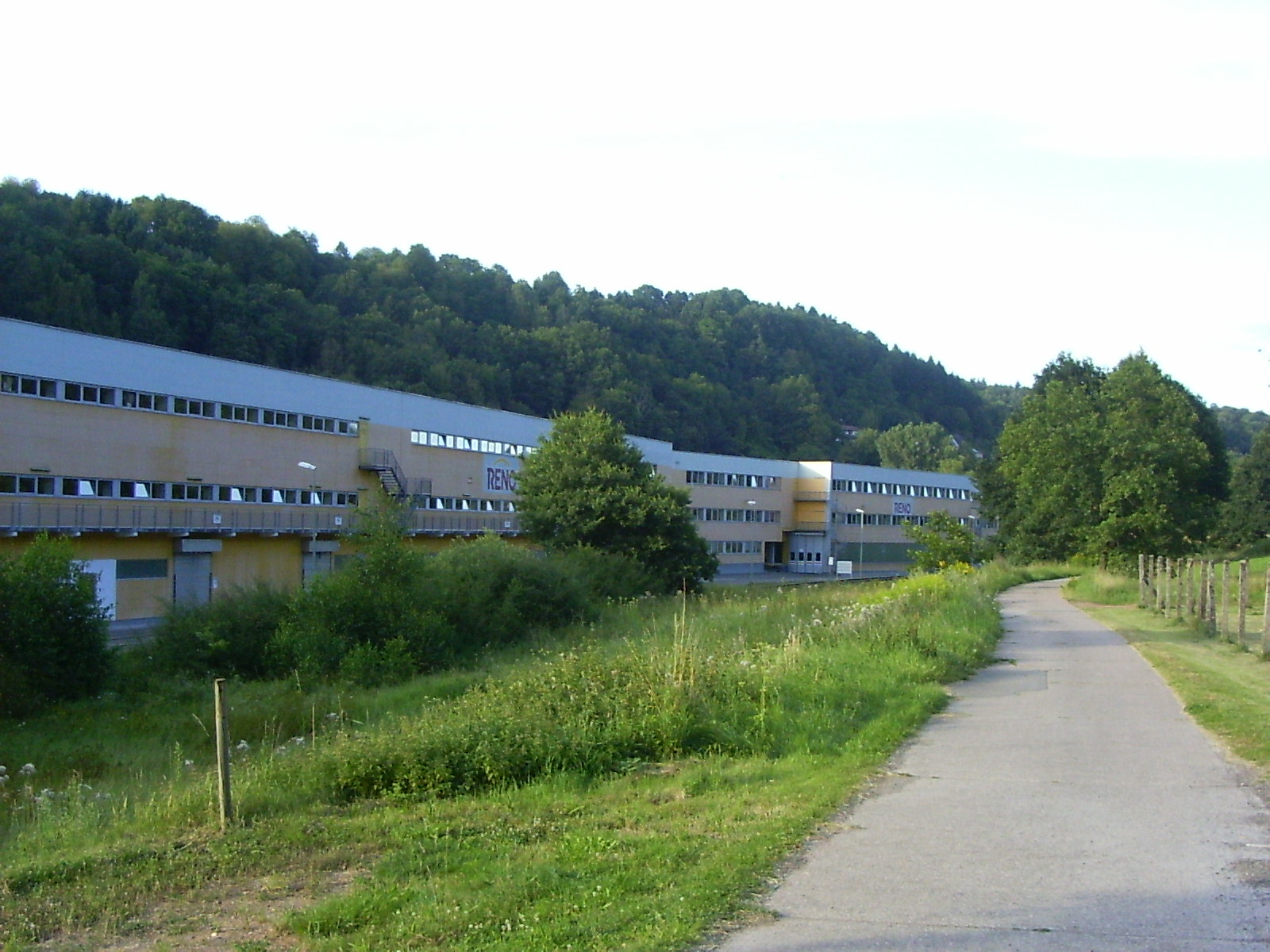
Lagerhalle von Reno in Thaleischweiler-Fröschen

Wie in der gesamten Region Pirmasens war vor Ort die Schuhindustrie lange ein bedeutender Wirtschaftszweig. Das Schuhhandelsunternehmen Reno hatte seinen Sitz bis 2016 in Thaleischweiler-Fröschen, ehe dieser nach Osnabrück verlegt wurde.

### Verkehr

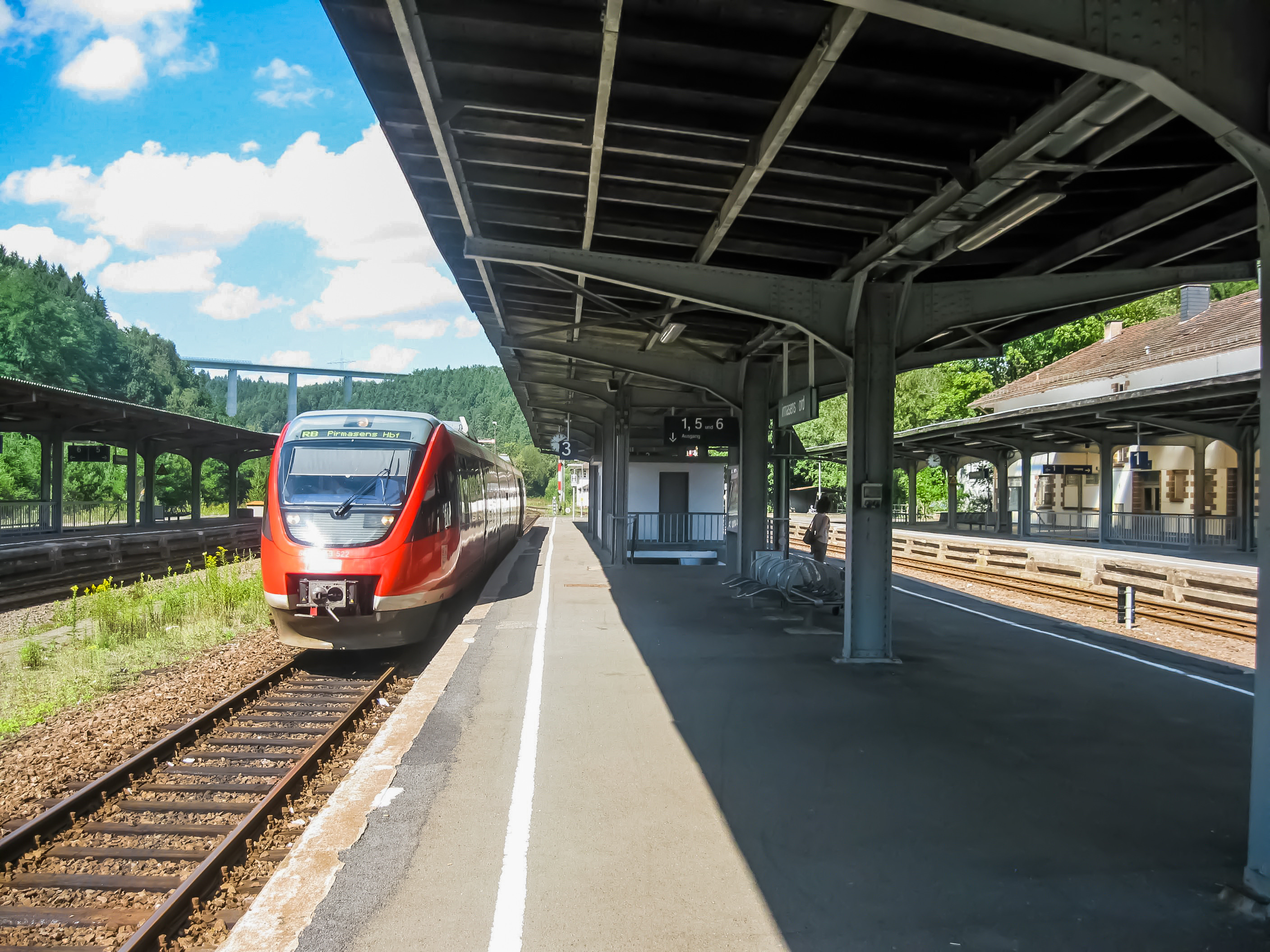
Zug im Bahnhof Pirmasens Nord auf der Gemarkung von Thaleischweiler-Fröschen

Thaleischweiler-Fröschen besitzt im Osten eine Anbindung an die in Teilstücken erst zweispurige Autobahn 62 (Pirmasens–Landstuhl). Diese überquert das Tal des Schwarzbachs über die Schwarzbachtalbrücke, die eine Spannweite von 700 m besitzt. In der Nähe führen außerdem die Autobahn 8 (Zweibrücken–Pirmasens) sowie die Bundesstraßen 10 (Pirmasens–Landau) und 270 (Kaiserslautern–Pirmasens) vorbei.
Thaleischweiler-Fröschen ist durch den gleichnamigen Haltepunkt an die Bahnstrecke Landau–Rohrbach und durch den auf der Gemarkung liegenden Bahnhof Pirmasens Nord mit dem Schienennetz der DB verbunden.

### Behörden
Als Sitz der Verbandsgemeinde Thaleischweiler-Wallhalben beherbergt Thaleischweiler-Fröschen deren Verwaltung.

### Bildung
Der Ort verfügt über eine Grundschule und eine Integrierte Gesamtschule.

### Tourismus
Thaleischweiler-Fröschen ist südlicher Endpunkt des Mühlenwegs, der durch das Wallhalbtal führt und des Sickinger Mühlenradwegs. Zudem führt der von Hornbach nach Wilgartswiesen verlaufende Pirminius-Radweg durch die Gemeinde. Durch die Gemeinde verläuft ein Wanderweg, der mit einem gelben Balken markiert ist und von Contwig bis nach Germersheim verläuft. Zudem verläuft ein mit einem gelb-roten Balken gekennzeichneter Weg von der Burg Lichtenberg bis nach Wachenheim über das Gemeindegebiet. Zudem liegt der Ort am Höcherbergweg, der in Niederwürzbach beginnt und der mit einem rot-weißen Balken markiert ist; sein östlicher Endpunkt befindet sich in Böchingen. Am nordöstlichen Siedlungsrand befindet sich außerdem die 1983 eingeweihte Grieswaldhütte, die von der in Thaleischweiler-Fröschen ansässigen Ortsgruppe des Pfälzerwald-Vereins betrieben wird.

### Freizeit
Im Osten der Gemarkung existiert das Freischwimmbad Biebermühle.

## Persönlichkeiten

### Söhne und Töchter der Gemeinde
- Ludwig Greiner (1814–1874), Landtagsmitglied und Revolutionär 1849
- Ludwig Bruch (1857–1943), Konteradmiral der Kaiserlichen Marine
- Karl Georg Kuhn (1906–1976), Theologe, Religionswissenschaftler, Orientalist und Hochschullehrer
- Hugo Kuhn (1909–1978), Germanist
- Friedrich Schoch (* 1952), Rechtswissenschaftler
- Klaus Scherer (* 1961), Fernsehjournalist, Buchautor und Dokumentarfilmer

### Sonstige Persönlichkeiten
- Carl Desiderius de Royer (~1650–1707), katholischer Priester, kaufte 1696 ein Haus im Gewann Meisenbach zur Wiederbelebung der Wallfahrten zur dortigen Kirche
- Axel Roos (* 1964), Fußballprofi, mit dem 1. FC Kaiserslautern Deutscher Meister 1991 und 1998, ist in der Gemeinde aufgewachsen.